# 卡多姆卡
49°52′19″N 30°57′3″E / 49.87194°N 30.95083°E

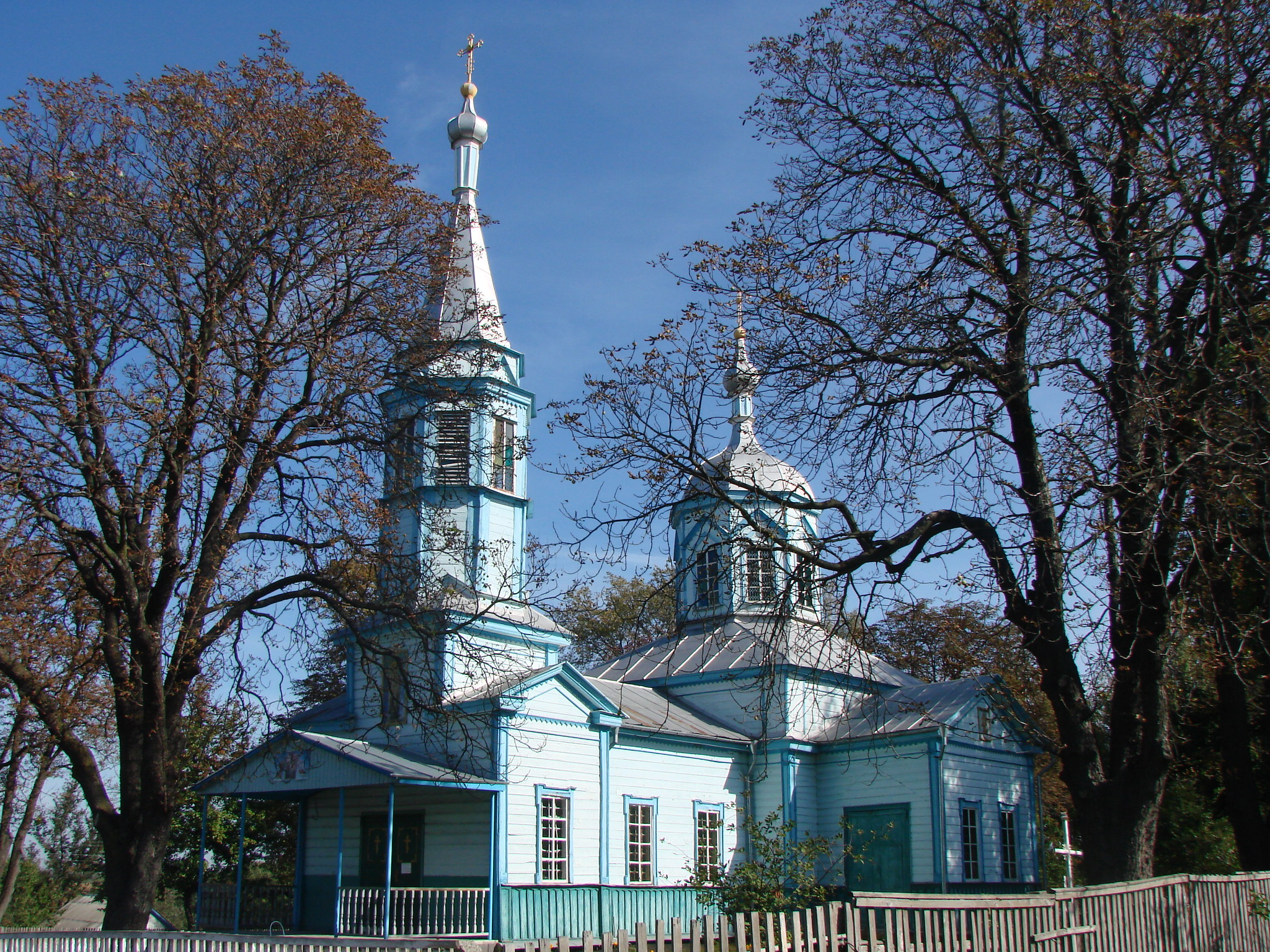

卡多姆卡（烏克蘭語：Кадомка）是位於烏克蘭北部的村莊，由基辅州奧布希夫區的卡哈爾利克市鎮負責管轄。該村面積3.4平方公里，海拔高度154米，2001年人口440，人口密度每平方公里129.4人。